# Anuga
Anuga là một chi bướm đêm thuộc họ Noctuidae.